# 射肋珠母贝
射肋珠母贝（学名：Pinctada radiata），是莺蛤目莺蛤科真珠蛤属的一种。主要分布于新加坡、马来西亚、中国大陆，常栖息在潮间带低潮线附近及潮下线浅水区，以足丝附着于岩石、珊瑚礁或贝壳上。